# Нови Чанад
Мађарски Чанад (мађ. Magyarcsanád, рум. Cenadul Unguresc) или Нови Чанад (мађ. Ujcsanád), односно првобитна Апатфалва (мађ. Apátfalva), село је у близини Макоа, на подручју данашње Чонградско-чанадске жупаније у Мађарској. Налази се у мађарском делу Поморишја, а лежи северно од доњег тока реке Мориш. По последњем попису из 2001. године село је имало 1.629 становника.
Село је познато по присутности српске мањине, некада веома бројне, а данас и даље присутне (2,1% по датом попису). У селу постоји Српска православна црква. Такође, месни Срби и даље чувају свој језик и обичаје.
Не треба га мешати са старим градом Чанадом, који јежи јужно од реке Мориша, у суседној Румунији.

## Природне одлике
Насеље Чанад налази на неколико километара источно од Макоа ка мађарско-румунској граници. Чанад се налази близу реке Мориш и једно је од насеља Поморишја. Мориш је и граница према Румунији. Површина сеоског хатара је 48,19 km².

## Историја
Село је током средњег века, за време угарске власти, носило првобитни назив Апатфалва (мађ. Apátfalva), а под османску власт је потпало средином 16. века, када је привремено запустело. Место је ослобођено током Бечког рата (1683-1699), а потом је укључено у састав новостворене хабзбуршке Поморишке војне границе (1702). Пошто је стари град Чанад, који се налазио јужно од реке Мориша, остао под османском влашћу, Апатфалва је преименована у Нови Чанад (мађ. Ujcsanád). У то време, крајем 17. и почетком 18. века, насељена је српским граничарима. Након распада Аустроугарске (1918), село је остало у саставу Мађарске, тако да се за ово место усталио назив Мађарски Чанад.
Годишње су у Чанаду одржавана по четири вашара, у терминима: 14. фебруар, 7. мај, 6. октобар и 11. новембар. Године 1905. Чанад је био велика општина у Маковском срезу. Ту живи 3025 становника у 638 домова. Доминирају Румуни којих има 1861, док је Мађара 289 житеља.

## Становништво
Село је вишенародно, јер су у насељу присутна четири народа - по последњем попису из 2001. у насељу живе:
- Мађари 77,4%,
- Румуни 11,6%,
- Срби 2,1%,
- Роми 7,6%.

Такође, насеље је подељено и по верској припадности и по истом попису забележени су:
- римокатолици 54,6%,
- протестанти-калвинисти 8,2%,
- протестанти-баптисти 1,3%,
- румунско православље 16,4%,
- српско православље 1,2%,
- гркокатолици 1,4%,
- атеисти и непознато 7,6%.

У насељу постоје 4 цркве: римокатоличка, калвинистичка, српска и румунска православна црква.

## Срби у Новом Чанаду
У историји новочанадских Срба посебно је значајан период Поморишке војне границе (1702—1751), када су насеља у Поморишју била гранична ка Османском царству. У то време новочанадски Срби су били граничари. После развојачења ове области већи број месних Срба напустио је своја огњишта и преселио се у јужну Русију. За Нови Чанад постоји податак да је чак 80% месних Срба напустило насеље. По извештају до 27. јула 1751. године отишло је већ 182 Србина из места. Пусту земљу убрзо су населили Мађари и Румуни.
Српска православна црква посвећена празнику Вазнесењу Господњем подигнута је 1808. године. Године 1843. парох је био Константин Ванча уједно и школски директор. Срби су је 1875. године уступили Румунима приликом канонске поделе, а себи су изградили нову мању цркву посвећену Св. Георгију. Српско православно парохјско звање је поново основано 1866. године, од кад се воде и црквене матрикуле. За време градње нове цркве, бринуо је о скупљању прилога председник црквене општине у месту био је Радоје Гедош. Храм српски је завршен после 1880. године, а темпло је осликао Ђока Путник.
Године 1891. замонашен је у манастиру Бездину др Станимир Поповић свршени правник и богослов 4. разреда. Био је родом из М. Чанада где му је отац и сад парох. Постао је монах са новим именом Сава, након само неколико месеци искушеништва, на крају школске године. Умро је у месту маја 1906. године стари парох поп Светозар Поповић у 76 години живота. Служио је као свештеник пуних 58 година у свом родном месту. Њега је заменио 1906. године млади поп Душан Замуровић.
Тражен је учитељ у Мађарском Чанаду 1881. године, а понуђена основна годишња плате је била 200 ф. и приде 15 ланаца земље и друга ситнија примања. Пре 1892. године умро чанадски учитељ Душан Кнежевић. Расписан је 1892. године стечај за упражњено учитељско место у М. Чанаду. Понуђена основна годишња плата је износила 200 ф. плус остала примања и друге погодности. Године 1894. у Мађарском Чанаду је учитељ Никола Јовановић.
Учитељски конкурс из 1896. године наводи да је реч о српској вероисповедној шесторазредној, мешовитој основној школи у Мађарском Чанаду. У Чанаду је 1905. године српска народна школа са једним здањем, зиданим 1880. године. Учитељ је Петар Милетић родом из Сирига, који је осам година са службом у Чанаду. Било је 80 ђака на редовној настави, а у пофторној школи је било 25 ученика старијег узраста. У туђе школе ишло је петоро деце.
За Фонд „Св. Саве” дали су прилоге мештани М. Чанаду. Арса Гедошев и Мирко Недучић су дали највише - по 2 ф., остали су били мање дарежљиви: Јован Гедошев, Милош Гедошев, Аћа Буњевац, Благоја Недучић, Живан Недучић, Јоца Поповић, Југ Поповић и Дина Воргуца. Скупљен је прилог у износу 11 ф. 40 нвчића. „Српски сион”, Карловци 1905. године
Године 1905. било је у Мађарском Чанаду Срба православаца 673 душе (или 22%) са 142 куће. Од јавних српски здања ту су православна црква и народна школа. У месту је српска црквена општина, скупштина је редовна под председништвом Јована Гедошева. Православна парохија је шесте класе, нема парохијски дом а парохијска сесија износи 39 кј. земље.
У селу је и даље живео приметан број Срба. Нпр., по попису из 1910. године они су чини око 20% сеоског становништва (или око 600 душа). Међутим, после Првог светског рата већи део преосталог српског становништва се иселио у српске делове новоформиране Краљевине Срба, Хрвата и Словенаца.
Српски новинар је посетио 1925. године српска места у околини Сегедина и Макоа. За Чанад је приметио да се налази на жељезничкој прузи Мако-Арад. Ту је живело тада око 300 православних Срба у 100 домова, а поседовали су десетину атара - 1028 јутара. Црквена општина је била власник око 50 јутара земље. Стару православну цркву „отели су Румуни”, а Срби су подигли нову 1880. године. Међутим у њој 1925. године није служио парох, јер га није било.
Почетком 21. века у Чанаду у центру места, постоји српска православна црква посвећена Св. Ђорђу. Темпло је барокни дуборез, а иконе су пресликане 1908. године. Српско православно гробље се налази на ивици источног дела насеља, поред главног пута бр. 47. Гробље је санирано, ограђено са улазном капијом, али су споменици углавном из 20. века. Има их 233 и сви су скоро од бетона и вештачког камена, са ћириличним натписима.

## Галерија
- Српска православна црква
- Реформатска црква
- Римокатоличка црква
- Румунска православна црква